# Кап Хајтс (Пенсилванија)
Кап Хајтс (енгл. Kapp Heights) насељено је место без административног статуса у америчкој савезној држави Пенсилванија.

## Демографија
По попису из 2010. године број становника је 863.
| Група             | 2000.    | 2010.       |
| Белци             | 0 (0,0%) | 802 (92,9%) |
| Афроамериканци    | 0 (0,0%) | 24 (2,8%)   |
| Азијати           | 0 (0,0%) | 6 (0,7%)    |
| Хиспаноамериканци | 0 (0,0%) | 16 (1,9%)   |
| Укупно            | 0        | 863         |